# Ikast

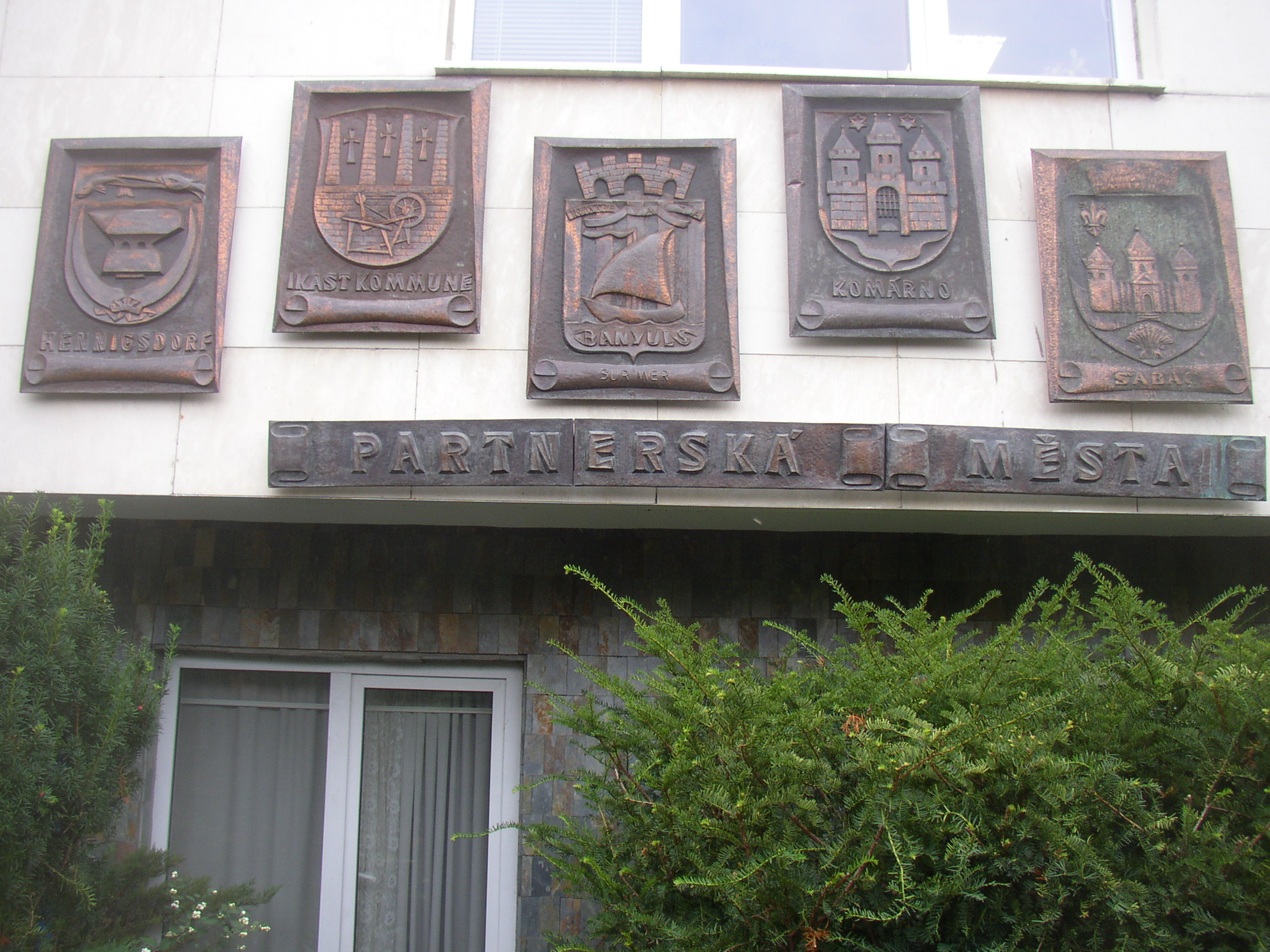
Herb Ikast na murze ratusza w Kralupach

Ikast – miasto w Danii i ośrodek przemysłowy położony w środkowej Jutlandii. Od 2007 siedziba gminy Ikast-Brande. Do 2007 siedziba  gminy Ikast. Miasto zamieszkuje 14 847 osób (2010).

## Geografia
Ikast jest położony w środkowej Jutlandii, przy drodze z Århus do Ringkøbing. Miasto leży nad rzeczką Storå, ok. 28 km na zachód od Silkeborga i ok. 15 km na wschód od Herning.

## Historia
Miejscowość była znana w średniowieczu jako Ykost (1301). W XIX w. rozwinął się tutaj przemysł tekstylny, czyniąc z miasteczka spory ośrodek produkcji tekstylnej. W latach 60. XX w. istniało tutaj około 200 drobnych zakładów tekstylnych powstałych pod koniec XIX i w pierwszej połowie XX w. Wraz z rozwojem przemysłu tekstylnego rozwijało się i samo miasto. W 1871 założono tutaj Kasę Oszczędnościowo-Pożyczkową, a w 1916 powstał bank. W 1878 otwarto hotel Ikast. Miasto otrzymało mleczarnię w 1895, aptekę w 1915, pocztę i elektrownię w 1930, w rok później bibliotekę, a w 1962 automatyczną centralę telefoniczną. W 1960 mieszkało w Ikast 5797 osób, w 1964 liczba ta urosła do 7145. W mieście znajduje się wielofunkcyjny stadion Ikast Stadion.

## Atrakcje turystyczne
Ze względu na przemysłowy charakter miasta nie ma tutaj znaczących atrakcji turystycznych.

## Herb Ikast
W polu srebrnym (w praktyce białym) mur czerwony z czterema kominami, pomiędzy którymi znajdują się trzy błękitne krzyże łacińskie. Na tle muru kołowrotek srebrny. Herb ten powstał w 1945 według pomysłu J. Maag-Buscha. Uprzednio herb Ikast przedstawiał jedynie trzy krzyże symbolizujące trzy kościoły gminy. Symbolika herbu Ikast nawiązuje do historii miasta, w którym z produkcji chałupniczej (kołowrotek) rozwinął się przemysł tekstylny (kominy fabryki).

## Miasta partnerskie
- Kralupy nad Wełtawą
- Hammerfest
- Kamienna Góra